# Augustdorf
Augustdorf là một đô thị ở Lippe huyện Nordrhein-Westfalen, Đức. Đô thị này có diện tích 42,21 km² với dân số thời điểm 31/12/2006 là 9747 người.